# Michael Donnelly
Michael Donnelly ist ein irischer Politiker der Fianna Fáil und gehörte dem Stadtrat von Dublin an. 
Von Juli 1990 bis Juli 1991 bekleidete er das Amt des Oberbürgermeisters von Dublin (Lord Mayor of Dublin). Danach gehörte Donnelly dem Stadtrat noch bis 2009 an. Bei den Kommunalwahlen im Juni 2009 konnte er seinen dortigen Sitz nicht verteidigen.